# 6SN7GT

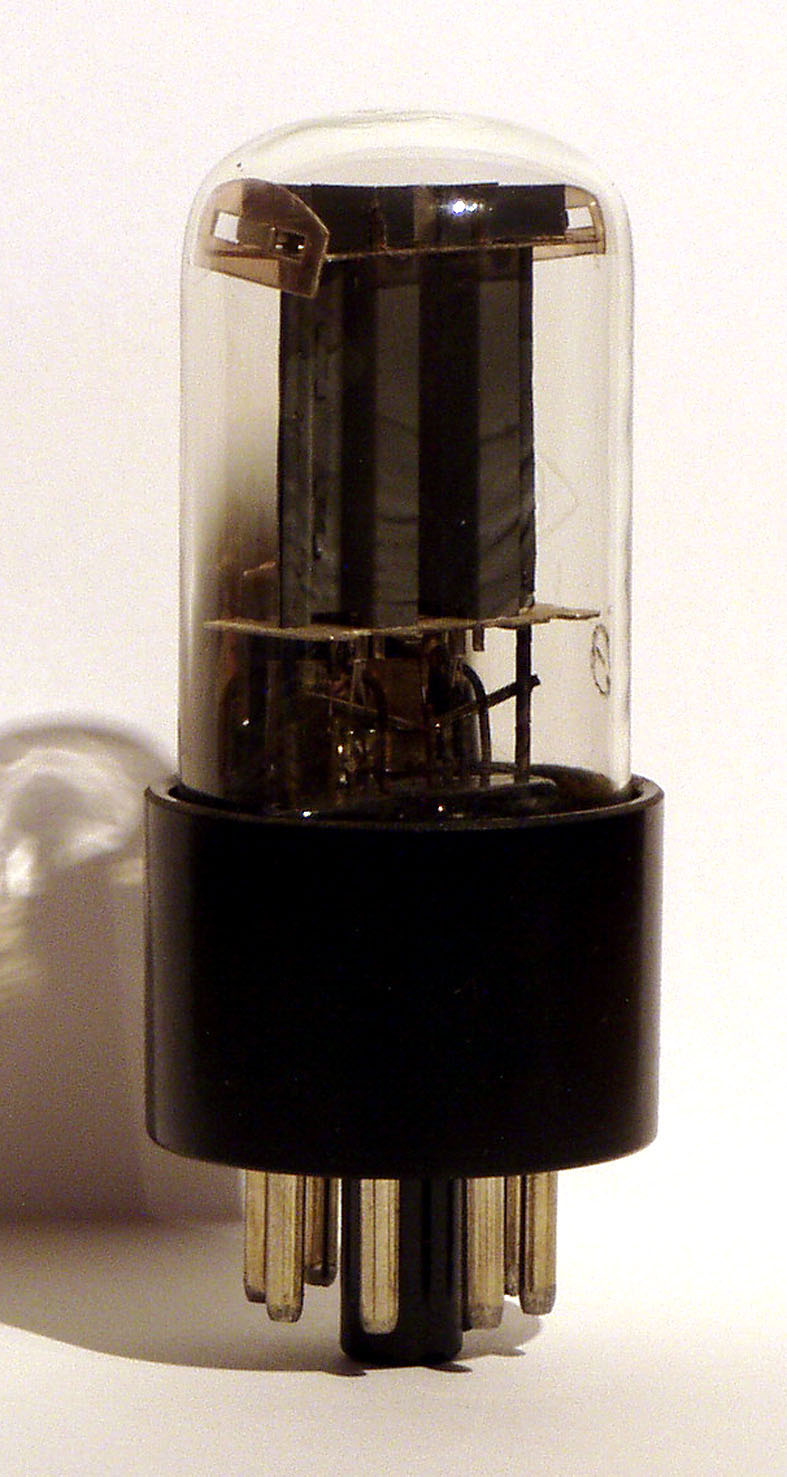
Lampa 6SN7GT (podwójna trioda)

6SN7, 6SN7GT – lampa elektronowa (podwójna trioda) o cokole oktalowym i wszechstronnym zastosowaniu.
Polskim oznaczeniem lampy 6SN7GT jest 6N8S.
Lampa 6SN7GT została użyta przez D.T.N. Williamsona we wzmacniaczu wysokiej jakości, który dał nazwę całej klasie podobnych układów i jest uważany za jednego z protoplastów wzmacniaczy HiFi.

## Historia i zastosowania
W latach 1937 amerykańska firma RCA rozpoczęła produkcję podwójnej triody z cokołem oktalowym pod nazwą 6F8G. Parametry obu triod były identyczne z bardzo popularną wówczas triodą 6G5G, której produkcję uruchomiono w 1935, a która była oktalową wersją równie popularnej triody 76, posiadającej cokół kołkowy.
Wkrótce lampę 6F8G zastąpiono przez 6SN7GT, o identycznych parametrach, ale o mniejszej bańce i bez wyprowadzenia jednej z siatek na szczycie bańki. Przyrostek "GT" na końcu nazwy oznacza walcową bańkę szklaną (od glass tubular), ale ponieważ nigdy nie produkowano tej lampy w obudowie metalowej (co zwykle oznaczano nazwą typu bez przyrostka), "GT" w nazwie niekiedy się pomija.
Jest to podwójna, pośrednio żarzona trioda o niewielkim wzmocnieniu i małym oporze wewnętrznym, lampa o bardzo wszechstronnym zastosowaniu. Była masowo stosowana w różnorakich układach wzmacniaczy prądu stałego i małej częstotliwości, zarówno w sprzęcie powszechnego użytku, jak układach profesjonalnych i przemysłowych.
W Polsce odpowiedniki lamp 6SN7GT były produkowane pod oznaczeniem 6N8S przez Zakłady Wytwórcze Lamp Elektrycznych im. Róży Luksemburg. Nie stosowano ich w sprzęcie powszechnego użytku, ale w aparaturze profesjonalnej, pomiarowej, wzmacniaczach radiowęzłowych (na przykład Ampli 40) i kinowych. Często znajdowała zastosowanie w konstrukcjach amatorskich.
Lampy 6SN7 zostały w dużej mierze wyparte w latach 50-60 przez konstrukcje z cokołem nowalowym, ale w niewielkich ilościach są jeszcze (w roku 2011) produkowane w Rosji i Chinach (pod nazwą typu 6N8P).

## Dane techniczne
Żarzenie:
- możliwość zasilania zarówno w układzie szeregowym, jak równoległym;
- napięcie żarzenia  6,3 V;
- prąd żarzenia   600 mA;

| Parametr                        | Wartość  |
| ------------------------------- | -------- |
| napięcie anodowe                | 250 V    |
| prąd anodowy                    | 9 mA     |
| nachylenie charakterystyki (Sa) | 2,6 mA/V |
| napięcie siatki                 | -8 V     |
| współczynnik amplifikacji (Ka)  | 20V/V    |

| Parametr                             | Wartość      |
| ------------------------------------ | ------------ |
| napięcie anodowe                     | 300 V        |
| moc tracona na anodzie jednej triody | 3,5 W        |
| moc tracona na anodach obu triod     | 5 W          |
| prąd katodowy                        | 20 mA        |
| napięcie siatki                      | -250 V       |
| napięcie włókno żarzenia/katoda      | -200, +100 V |

## Odpowiedniki

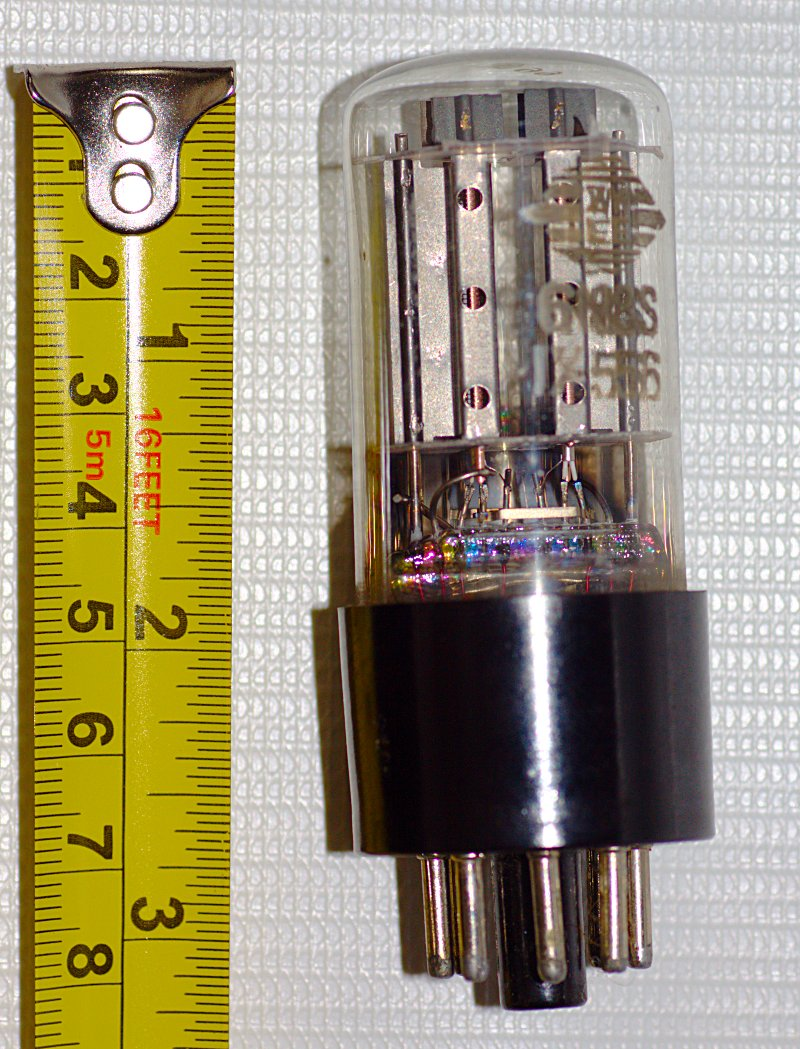
Lampa 6N8S produkcji ZWLE

Odpowiednikami 6SN7GT produkowanymi przez różne firmy były lampy B65, E1606, HF3129, 6CC10. W ZSRR stosowano oznaczenie 6Н8С, od niego pochodzi stosowane w Polsce 6N8S i w Chinach 6N8P.
Wersje o zwiększonej niezawodności i trwałości (dla celów wojskowych, przemysłowych, lotniczych itp.) produkowano pod nazwami 6SN7GTA, 6SN7GTB, 6SN7WGT, QA2408, 5692, 6180. W Wielkiej Brytanii lampy przeznaczone do celów wojskowych oznaczano kodem CV1988, w USA zaś VT231.
Wersje lampy 6SN7 z cokołem nowalowym produkowano pod nazwą 6CG7 i 6FQ7, a z loktalowym - 7N7. Produkowano również lampy różniące się od 6SN7 parametrami żarzenia (12SN7GT, 14N7, 25SN7GT).